# Рани средњи век у Азербејџану
У историји Азербејџана, рани средњи век трајао је од 3. до 11. века. Овај период на територијама данашње Азербејџанске Републике започео је укључивањем ових територија у састав Сасанидског Персијског царства у 3. веку нове ере. Феудализам се у Азербејџану формирао у раном средњем веку. Територије Кавкаске Албаније постале су поприште ратова између Византијског царства и Сасанидског царства. Након што је Сасанидско царство срушио Арапски калифат, Албанија је такође ослабила и 705. године ју је збацио Абасидски калифат под именом Аран. Како је контрола Арапског калифата над кавкаским регионом слабила, на територији Азербејџана су почеле да настају независне државе.

## Сасанидско освајање

### Историја
252-253. н.е, Кавкаску Албанију је покорило и припојило Сасанидско царство. Постала је вазална држава, али је задржала своју монархију; међутим, албански краљ није имао стварну моћ и већина грађанских, верских и војних овлашћења је била у рукама сасанидског марзбана (војног гувернера). После победе Сасанида над Римљанима 260. године нове ере, ова победа и анексија Албаније су описани у тројезичном натпису Шапур I на Зороастеровој коцки  у Накш-е Ростаму.
Рођак сасанидског краља Шапура II (309-379), Урнаир је дошао на власт у Албанији (343-371), и водио је делимично самосталну спољну политику. Урнаир се удружио са Шапуром II, и према Амијану Маркелину, обезбедио је војне снаге (посебно коњицу) армијама Шапура II у њиховим нападима на Римљане, посебно у опсади Амиде (359). Ово се завршило победом Сасанидске војске и као резултат тога, враћени су Арцах, Марлар (сада Нахчиван), Каспијана и други региони Албаније. Такође је приметио да је албанска коњица играла одлучујућу улогу у опсади Амиде, попут Хионита (Ксионита). После ове победе Шапур II је почео да тлачи хришћане у Албанији.
„Близу њега (Шапура II) с леве стране ишао је Грумбатес, краљ Хионита, човек умерене снаге, истина, смежураних удова, али несумњиве величине ума и одликован славом многих победа. Десно је био краљ Албанаца, једнаког ранга, високе части”.
Године 371. битка код Дзирава (позната и као битка код Багавана) одиграла се између војске Римљана и Сасанида. И у овој бици Албанија је била савезник Сасанида. Битка је резултирала победом римске војске. Урнаир је рањен, а Албанија је лишена провинција као што су Ути, Шакашена, Колт (западна гранична провинција Албаније) и Гирдиман долина у овој бици. Албанија је повратила своје изгубљене провинције уговором потписаним између Рима и Сасанида 387.
Године 450. сасанидска војска је поражена од хришћанских устаника против персијског зороастризма краља Издигерда II у бици код града Халхала (садашња област Газак) и Албанија је ослобођена персијских гарнизона. Након смрти Издигерда II, почела је интензивна борба за престо у Ирану између Издигердових синова Хормизда и Пероза. Преобраћање Вачеа II на хришћанство резултирао је ратом између Персије и кавкаске Албаније а Ваче II је изјавио своју непослушност новом сасанидском шахен-шаху Перозу I. После овог неповерења, Пероз је подигао Оногурске Хуне у борби против албанског монарха. Заузели су Албанију 462. године. Ова борба је завршена абдикацијом Вачеа II 463. године. Албански историчар Мојсеј Каланкатли, написао је да је Албанија тада остала без владара 30 година. Северни део Азербејџана постао је покрајина под управом марзбана Сасанидског царства.
Према Каланкатлију, скоро 30 година касније, монархију локалних владара у Албанији је поново успоставио Вачеов нећак -- Вачаган III (487-510). Вачагана Барепаша (побожног) устоличио је сасанидски шах Балаш (Валарш) (484-488). Вачаган III је вратио уступке албанских царева, смањио порезе и дао слободе хришћанима.
Сасаниди су 510. године елиминисали независне државне институције на Јужном Кавказу. Сасанидски  гувернери започели су дуг период (510-629) доминације у Албанији. У касном 6. и раном 7. веку, територија Албаније је постала поприште ратова између Сасанидске Персије, Византије и Хазарског каната, при чему су последња два врло често деловала као савезници против Сасанидске Персије. Године 628, током Трећег персо-турског рата, Хазари су извршили инвазију на Албанију, а њихов вођа Зибел прогласио се за господара Албаније, уводећи порез за трговце и рибаре на рекама Кура и Аракс „у складу са премеравањем земљишта персијског краљевства“.
Владавина династије Михраниди (630-705) почела је у Албанији почетком 7. века. Ова династија потиче из провинције Гирдиман (данас Шамкирски и Казашки регион Азербејџана) у Албанији. Партав (сада Барда) је био центар ове династије. По Каланкатлију, покретач династије Михранида био је Михран (570-590), а представник је био Вараж Григор (628-642), који је понео титулу „Принц Албаније”.
Партав (Барда) је био главни град Албаније за време владавине Вараж Григоровог сина Џаваншира (642-681). Џаваншир је показао своју верност сасанидском шаху Издигерду III (632-651) у првом периоду своје владавине. Био је на челу албанске војске као спарапет и савезник Издигерда III, од 636–642. Упркос арапској победи у бици код Кадисије 637. године, Џаваншир се борио као савезник Сасанида. Након пада Сасанидског царства од стране Арапског калифата 651. године, Џаваншир је променио своју политику и прешао на страну византијског цара 654. године. Констанс II је узео Џаваншира под своју заштиту. Џаваншир је постао владар Албаније захваљујући заштити Византије. Године 662. Џаваншир је победио Хазаре код реке Куре. Три године касније, 665. године, Хазари су поново напали Албанију, са већом снагом, и победили. Према уговору потписаном између Џаваншира и поглавара Хазара, Албанци су пристали да плаћају данак сваке године. Заузврат, Хазари су вратили све заробљенике и опљачкану стоку. Албански владар успоставио је дипломатске односе са калифатом како би заштитио своју земљу од инвазије преко Каспијског мора. У ту сврху отишао је у Дамаск и састао се са калифом Муавијом (667, 670). Као резултат тога, калифат није дирао аутономију Албаније, а на захтев Џаваншира, порези Албаније су смањени за трећину. Џаваншира су 681. године убили византијски феудалци. После његове смрти, Хазари су поново напали и опљачкали Албанију. Арапске трупе су ушле у Албанију 705. године и одвеле последњег Џаваншировог наследника у Дамаск и погубиле га. Тако је у Албанији престала владавина династије Михранида. Укинута је унутрашња независност Албаније. Албанијом је почео да влада калифов наследник.

### Религија
Према локалном предању, хришћанство је у Кавкаску Албанију ушло у 1. веку преко светог Јелисеја Албанског, ученика светог Тадеја Едеског. Прву хришћанску цркву на Јужном Кавказу основао је Свети Јелисеј у кавкаској Албанији у селу Киш у области Ути, садашњег Шекинског рејона, у северозападном Азербејџану. Кавкаски Албанци су ову цркву сматрали "мајком црквом", основом институционализованог хришћанства у краљевству. Почетком четвртог века монофизитска албанска црква постаје државна институција као апостолска црква. У време владавине краља Урнаира, кога је крстио Папа Гргур I (Свети Григорије), Кавкаска Албанија је званично примила хришћанство и оно се постепено ширило. Мојсеј Каланкатли је написао "да нас је строга наредба шахен-шаха обавезала да престанемо да обожавамо своју религију и прихватимо паганску религију мага”.
Средином 5. века, под Вачеом II, (440-463), нећаком Издигерда II, Кавкаска Албанија се одрекла хришћанства и усвојила зороастризам под персијским утицајем. Хришћанске цркве су претворене у храмове, а хришћанство је било жестоко прогањано. Након што је Издигерд II умро 457. године, Ваче II је одбацио зороастризам и вратио се хришћанству. Ширењем хришћанства на Албанију, његов циљ је био да се ослободи владавине Сасанида. Године 498. под монархијом Вачагана III, у насељу по имену Алуен (Агуен) (данас Агдамски регион у Азербејџану), састао се албански црквени савет да усвоји законе којима се додатно јача положај хришћанства у Албанији. Сабор  је донео кодекс од двадесет и једног параграфа који формализује и регулише структуру Цркве, функције, однос са државом и правни статус. Вачаган III је активно учествовао у христијанизацији кавкаских Албанаца и постављању свештенства у манастире широм свог краљевства.

### Друштвено-економски и културни живот
Током Сасанидског периода, у Кавкаској Албанији су била уобичајена два типа земљишне својине: наследно власништво над земљом, дастгерд, и условно власништво над земљом, хостак. Дастгерд је настао распадом комуналног власништва над земљом, а држава га је поделила међу владајућу класу. Хостак је дат феудалним вазалима. У Албанији, заједничко власништво над земљом је такође било често. Ту су одавно постојали слободни сељаци са заједничком земљом. Заједничари су плаћали порез у владареву благајну и обављали одређене дужности.
У петом и шестом веку у Албанији се формирала феудална класа: ову класу описивали су много различитих термина, углавном азат и нахарар (плетсво), и шинакан (сељаци). Нахарари нису били опорезовани. Њихов главни задатак била је војна служба код владара, а у почетку су управљали читавим провинцијама или окрузима. Током владавине Хозроја I (512-514) у Азербејџану, сви мушкарци старости од 20 до 50 година били су опорезивани, осим свештеника, писара, аристократије и официра.
У раном средњем веку у Азербејџану је било много одбрамбених тврђава и препрека. Ширвански зид је изграђен дуж реке Гилгил, 23 километра северно од Бешбармаг зида. Бешбармаг зид је почињао на обали Каспијског мора и пружао се до Бабадага и Гилгилхаја . Тврђава Чиракала се налазила на врху планине у шуми Губа. Још једна препрека је изграђена на северној страни реке Саумур. Тврђаве као што су Торпакала на обали реке Алазан, Говуркала (регија Агдам), Јаваншир кала (регија Исмаили) и Чарабкерт кала (регија Агдара) изграђене су током владавине Сасанида.

## Арапско освајање

### Историја
Ал-Валид је послао групу својих људи на север преко реке Аракс под вођством Салмана ибн Рабије и у Накјаван (Нахчиван) под генералом Хабибом ибн Масламом. Хабиб је завршио са споразумом који је тражио признање и порезе џизију и хараџ од становништва Накјавана, док је Салманова војска кренула на Аран и заузела Бејлаган. Тада су Арапи напали Барду и наишли на отпор локалног становништва. После неког времена, становништво Барде је морало да закључи уговор са Арапима. Салман је наставио свој поход на леву обалу реке Куре и закључио уговоре са гувернерима Габале, Шакија, Шакашена и Ширвана. Године 652, Баб ал-Абваб (данас Дербент) су освојили Арапи. После Дербента, Салман је наставио свој поход кроз Хазарски каганат, али је изгубио битку и погинуо. Калифат је поново послао војску на Кавказ под вођством Хабиба ибн Маслама 655.
У периоду арапских инвазија на Кавказ, кавкаска Албанија покорена је Арапима само као вазална држава.

#### Хазарско-арапски ратови
Због избијања Првог муслиманског грађанског рата и приоритета на другим фронтовима, Арапи су се уздржали од још једног напада на Хазаре до почетка 8. века. Са своје стране, Хазари су извршили само неколико напада на закавкаске кнежевине које су се слабо држале под муслиманском влашћу: у нападу на Албанију 661/662. године, поражени су од локалног кнеза, али 683. или 685. (такође у време грађанског рата у муслиманском свету), рација великих размера широм Закавказја била је успешнија, уз заробљавање много плена и затвореника.
У периоду 722–723, Хазари су напали територије Јужног Кавказа под арапском влашћу али арапска војска коју је предводио ал-Џарах ал-Хаками брзо је успела да отера Хазаре назад преко Кавказа, и пробијала се на север дуж западне обале Каспијског мора, повратила Дербент и напредовала до хазарске престонице Баланџар, заузела престоницу Хазарског каната и заробила заробљенике око Габале. Тада се ал-Џарах вратио у Шаки са пленом и многим заробљеницима и тамо поставио своју војску.
Током раних 730-их, Арапи и Хазари су се борили око Дербента. Као резултат тога, 732. године, град је дошао под арапску контролу од стране Масламе ибн Абд ал-Малика. Арапи су поново поразили Хазаре 737. године и арапске снаге под Марваном ибн Мухамедом су се преселиле у централне делове Хазарског каганата, пролазећи кроз „Капију Алана“, клисуру реке Терек. Марван се вратио на југ Кавказа након што је заузео Хазарски каган. Дакле, покушаји Хазара да контролишу Јужни Кавказ били су неуспешни.

#### Устанци против калифата

##### Узроци
Унутрашњи сукоби унутар Омејада и интензивирање незадовољства међу људима под њиховом контролом довели су до друштвено-политичке кризе у калифату. Абасиди који су заузели престо средином 8. века нису олакшали ни ситуацију ни живот становништва у Арану. Почевши од Абасидског периода, само мали део пореза се плаћао у натури (храна која се прикупљала уместо новца) за разлику од Омејада, који су све порезе прикупљали у натури.

##### Прве побуне
Године 748. у Бејлагану се догодила побуна против династије Омејада под вођством Мусафира ибн Кесира, званог „ал-касаб“. Инспирација за овај устанак био је ал-Дахак ибн Кеис ал-Шејбани, вођа хариџита. Локални феудалци Ибан ибн Мансур и Хатиб ибн Садал, који су били на страни калифата и бранили своје интересе, напали су Бејлаган. Побуњени становници Арана заузели су тврђаву Бејлаган и ослободили све заробљенике осим емира. Инспирисани овим успехом, побуњеници су кренули на Барду, разбили арапски гарнизон и убили локалног гувернера Асима ибн Јазида. Казнена војска коју су послали Омејади није могла да одбије ову побуну. Са променом власти у калифату, Абасиди су били у стању да уравнотеже побуне против калифата. Бејлаганци су поражени, а вође устанака и Мусафир убијени. Мештани Шамкира побунили су се против арапских миграната који су се населили у граду 752. године, али су Абасиди убрзо угушили и ову побуну.

### Политика управљања
Под Рашидунима и раним Омејадама, административни систем касног сасанидског периода је углавном задржан. Свака четвртина државе била је подељена на покрајине, покрајине на округе, а окрузи на подокруге. Тада је калифат створио систем Емирата за управљање великим подручјима. Током Абасидског периода, број емирата се повећао. Емирати су подељени на махале и мантаге. Човек која је владао емиратом звао се емир и постављао га је калиф. Територије Азербејџана су прво биле укључене у четврти емират, затим у трећи.
Војска калифата је у почетку имала само муслимане као редовне војнике. Када су друге територије биле освојене под калифатом, неарапским локалним становницима који су прешли на ислам било је дозвољено да се придруже војсци. На крају је и немуслиманима, који су се звали Дими, такође дозвољено да се придруже војсци и буду ослобођени од плаћања „џизије“. Поред тога, Арапи су преселили десетине хиљада арапских породица из Басре, Куфе, Сирије и Арабије у Азербејџан како би створили себи поузданију друштвену базу и арабизирали становништво.
Порези под арапским освајањем на територијама Азербејџана подељени су на џизију, хараџ, хуме. Џизија је била новчана накнада за сталне немуслиманске поданике (диме), харач - порез на пољопривредно земљиште и усеве. Понекад је дими био изузет од џизије ако је учинио неке вредне услуге држави. Хум је узиман као петина покретне имовине и плодне земље. Муслиманско становништво је такође плаћало зекат, облик давања милостиње који се у исламу третира као верска обавеза или порез. Зекат (порез у добротворне сврхе) се наплаћивао на стоку, биљне и воћне производе, злато, сребро и рукотворине. Зекат је трошен за потребе свештенства, сирочади и инвалида. Такође су опорезовани апшеронски извори нафте и слана језера.

### Економски живот
Раније споро растућа индустрија пиринча почела је брзо да расте и почела је да игра важнију улогу у економском животу Азербејџана. У деветом и десетом веку узгајање пиринча било је широко распрострањено у областима Шабрана, Ширвана, Шекија и Ленкорана. У то време у Азербејџану су били уобичајени узгој лана и памука. Наводњавање равница створило је посебне услове за повећање узгоја памука.
Развојем трговине створени су услови за брзи развој камиларства. У средњем веку у Азербејџану су коришћене једногрбе и двогрбе камиле. Камиле су биле распрострањене и у планинским пределима Азербејџана, где је преовлађивао полуномадски облик сточарства.

### Градови
У деветом веку, ткање је постало високо развијена делатност у азербејџанским градовима. Ал-Истахри и Худуд ал-Алам су у десетом веку рекли да нема града равног Барди, који је засадио много дрвећа и производио много свиле. Од осталих региона Арана, узгој свилених буба се такође развио у Шабрану и Ширвану.
У то време Барда, позната као „Мајка Арана“ и резиденција владара калифата, била је највеће место не само у Азербејџану, већ и на целом Кавказу. Бардин „Курки” базар је био један од најпопуларнијих базара на Блиском истоку.
Ганџа је био један од највећих градова Азербејџана под калифатом. Локалне занатлије су правиле одећу, тепихе, дрвено посуђе од "гвозденог дрвета" за унутрашње и инострано тржиште Нахчивана. Градови Ширван и Шамахи били су познати по производима од свиле. Свила и свилена одећа се извозила у друге градове на Кавказу и на Блиском истоку.

## Феудалне државе у 9-11. веку
Као резултат слабљења војно-политичке моћи арапског калифата и растуће тенденције непослушности централној власти, неке провинције су се отцепиле од калифата у деветом и десетом веку. На територији Азербејџана су настале феудалне државе под династијама Ширваншаха, Шададида, Саларида и Саџида.

### Ширваншах династија
Од 861. до 1538. исламска династија Ширваншах је владала Ширваном и на крају обалама Каспијског мора од Дербента до реке Куре. Према Ибн Хордадбегу, титула „Ширваншах“ се односила на локалне владаре Сервана (Ширвана), који су своје титуле добили од првог сасанидског цара, Ардашира I. 
Од касног осмог века, Ширван је био под влашћу арапске породице Јазида ибн Мазијада ал-Шејбанија (умро 801), кога је абасидски калиф Харун ал-Рашид именовао за гувернера региона. Његови потомци, Јазидиди, владали су Ширваном као независни принчеви до 14. века. По пореклу, Јазидиди су били Арапи из племена Шејбан, високи генерали и гувернери Абасидске војске. У превирању око Абасидског калифата након смрти калифа Ал-Мутавакила 861. године, унук Јазида ибн Мазијада ал-Шејбанија, Хајтам ибн Халид, прогласио се независним и прихватио древну титулу Ширваншаха. Династија је непрекидно владала подручјем Ширвана било као независном државом или као вазалном државом све до времена Сафавида.
Владимир Минорски у својој књизи под насловом „Историја Шарвана и Дарбанда у 10-11. веку“ разликује четири династије Ширваншаха:
1. Ширваншахови — Сасаниди су их одредили за заштиту северне границе,
2. Мазијадиди,
3. Касраниди,
4. Дербентски Ширваншахови или династија Дербент.[62][63]

Према ал-Масудију, 917. године, руски трговци су са 500 бродова напали Ширван и каспијске провинције са реке Дон. Ширванском владару Алију ибн Хајсаму недостајала је флота, па су руски трговци опљачкали област, а он је свргнут са престола. Ширваншах Абу Тахир Јазид (917-948) обновио је Шамахи (Јазидију) 918. године и преселио престоницу у овај град.
Током владавине Ахмада ибн Мухамеда, држава Ширваншах је једно време била зависна од династије Саларида и поново је постала независна након пропасти Саларида.
После Ахмадове смрти, његов син Мухамед је владао десет година (981-991). У почетку је Мухамед могао да укључи град Габалу у своју државу. Године 983. обновио је зидине замка у Шабрану, затим је заузео Барду и именовао Мусу за гувернера. Хорасан, Табасарани и Шаки и такође су припојени Ширваншаху.
Крајем десетог и почетком једанаестог века започели су рат против Дербента, а ово ривалство је трајало вековима. Тридесетих година 10. века морали су да одбију нападе Руса и Алана. Последњи владар Мазијадида био је Јазид ибн Ахмад. Од 1027. до 1382. Касраниди су почели да владају Ширваншахима. Године 1032. и 1033. Алани су напали град Шамахи, али су их трупе Ширваншаха поразиле. Династија Касранида је самостално владала државом до 1066. године, када су Селџучка племена дошла у Азербејџан и Ширваншах Фарибурз I је прихватио зависност од њих, сачувавши унутрашњу независност. 
Међутим, 1080-их, Фарибурз је, искористивши слабљење својих суседа, такође подложних инвазији Селџука, проширио своју власт на Аран и именовао гувернера у Ганџи.

### Саџид династија
Династија Саџида је била исламска династија која је владала од 889-890. до 929. Саџиди су владали Азербејџаном прво из Мараге и Барде, а затим из Ардабила.
Мухамед ибн Аби'л-СајДивдад, син Дивдада, први саџидски владар Азербејџана, постављен је за владара 889. или 890. године. Мухамедов отац Аби'л-СајДивдад се борио под вођством Ушрусананског принца Афшина Кајдара током последњег похода овог принца против побуњеника Бабак Хорамдина у Азербејџану, а касније је служио калифима. За услуге пружене држави, Саџидима је додељена једна од највећих и најбогатијих провинција калифата - Азербејџан. Крајем деветог века, како је централна власт Абасидског калифата ослабила, формирао је практично независну државу. Крајем деветог века (898-900) ковани су новчићи названи по Мухамеду ибн Аби'л-Сају. Успео је да већи део Јужног Кавказа укључи у државу Саџида. Прва престоница Саџида била је Марага, иако су обично живели у Барди.
Јусуф ибн Аби'л-Сај је дошао на власт 901. године и срушио зидове Мараге и преселио главни град у Ардабил. Источне границе династије Саџид простирале су се до обала Каспијског мора, а западне до градова Ани и Дабил (Двин). Односи Јусуфа ибн Аби'л-Саја са калифом нису били добри. Године 908, војска калифата је послата против Јусуфа, али је ал-Муктафи умро, а његов наследник, ал-Муктадир, послао је велику војску против Јусуфа ибн Аби'л-Саја и приморао га да плаћа 120 хиљада динара харача годишње. Јусуф ибн Аби'л-Сај склопио је мир са Саџидима. Абу'л-Хасан Али ибн ал-Фурат, везир ал-Муктадира, одиграо је кључну улогу у успостављању мира, а након тога Јусуф ибн Аби'л-Сај га је сматрао својим заштитником у Багдаду и често га је спомињао на својим новчићима. Мир је дозволио да калиф 909. године преда Јусуфу ибн Аби'л-Сају гувернерство у Азербејџану.
Након смене (912. године) његовог заштитника у Багдаду, везира ибн ал-Фурата, Јусуф ибн Аби'л-Сај је престао да плаћа годишње порезе у калифатску благајну. Према азербејџанском историчару Абасгулу аги Бакиханову, од 908-909. до 919. године, Саџиди су учинили да Ширваншах династија Мазијадида зависи од њих. Тако је почетком десетог века држава Саџида обухватала територије од Занџана на југу до Дербента на северу, Каспијског мора на истоку и градова Ани и Дабил на западу, покривајући већину земаља модерног Азербејџана.
За време владавине Јусуфа ибн Аби'л-Саја, руски трговци су напали територију Саџида са севера са Волге 913-914. Он је поправио дербентски зид како би ојачао северне границе државе. Обновио је и урушени део зида на мору.
Јусуф ибн Аби'л-Сај је 914. године организовао поход на Грузију и изабрао Тбилиси за своје средиште војних операција. Прво је заузео Кахетију и заузео тврђаве Ујарма и Бочорма, а затим се вратио након што је заузео неколико територија.
После смрти Јусуфа ибн Аби'л-Саја, последњег владара династије Саџид, Дејсам ибн Ибрахим је поражен од владара Дејлама (Гилана), Марзубана ибн Мухамеда који је окончао династију Саџид и основао династију Саларида 941. године са главним градом у Ардабилу.

### Династија Саларида
Салариди су били исламска династија која је владала територијом Азербејџана, као и иранског Азербејџана, од 941. до 979. Марзубан ибн Мухамед је окончао постојање династије Саџид и основао династију Саларида 941. године. Био је син оснивача династије Мусафирида, Мухамеда ибн Мусафира, који је владао у Дајламу. Године 941. Марзубан је, заједно са својим братом Вахсуданом, збацио њиховог оца. Исте године Марзубан је кренуо у освајање Азербејџана. Заузео је Ардабил и Табриз, а затим проширио своју власт на Барду, Дербент и такође на северозападне области Азербејџана. Ширваншахови су се сложили да постану Марзубанови вазали и да плаћају данак.
943-944, Руси су организовали још један поход на Каспијско подручје, много бруталнији од похода 913/14. Као резултат ове кампање, која је утицала на економску ситуацију у региону, Барда је изгубила позицију великог града и ова позиција је припала Ганџи. Саларидска војска је неколико пута поражена. Руси су заузели Барду, престоницу Арана. Руси су дозволили локалном становништву да задрже своју религију у замену за признавање њихове превласти; могуће је да су Руси намеравали да се трајно населе. Према ибн Мискаваиху, локални људи су нарушавали мир бацајући камење и злостављајући  Русе, који су тада захтевали да становници напусте град. Овај ултиматум је одбијен, а Руси су убијали људе и држали многе становнике за откуп. Терор је накратко прекинут ради преговора, који су убрзо пропали. Руси су остали у Барди неколико месеци, користећи је као базу за пљачку суседних области, и сакупили значајан плен.
Град је спасло само избијање дизентерије међу Русима. Марзубан је тада опседао Барду, али је примио вест да је Хамданидски амир из Мосула, Марзубан, оставио мале снаге да држи Русе под контролом, и у зимском походу (945-946), победио је ал-Хусеина. Руси су у међувремену одлучили да оду, узимајући сав плен и заробљенике. 948. године, Марзубан је био поражен од владара Хамадана и Исфахана, Рукн ал-Давла, и био је заробљен у замку Самирам. Након тога, територија Саларида постала је место немилосрдне борбе за власт између Марзубановог брата Вахсудана, његових синова и Дејсама Саџида. Ова тренутна слабост централне владе омогућила је Равадидима и Шададидима да преузму контролу над областима североисточно од Табриза и Двина.
После Марзубанове смрти, Ибрахим, његов најмлађи син, именован је од стране калифа, за владара Двина (957–979) и касније Азербејџана (962–966 и 966–979). Према Вилферду Маделунгу, 968. године Саларид Ибрахим ал Марзубан је поново потврдио власт Саларида над Ширваном и ал-Бабом (Дарбанд). Династија Саларида је била принуђена да призна власт Шададида, који су ојачали у Ганџи 971. године. Затим су их крајем једанаестог века асимилирали Турци Селџуци.

### Шададиди
Шададиди су били муслиманска династија која је владала подручјем између река Куре и Аракс од 951. до 1199. године. Мухамед ибн Шадад се сматра оснивачем династије Шададида. Искористивши слабљење Саларида, преузео је контролу над градом Двин и успоставио своју државу. Шададиди су на крају проширили своју власт на територије Азербејџана и владали великим градовима као што су Барда и Ганџа.
Према Минорском, Ласкари ибн Мухамед и његов брат Фадл ибн Мухамед су утврдили Ганџу 969. или 970. године током рата са династијом Саларида, затим су заузели Шамкир и Барду и преузели власт у Азербејџану. Лашкари I је прекинуо утицај Мусафирида у Арану заузевши Ганџу 971. Ласкари је владао у Ганџи осам година, а затим се Фадл ибн Мухамед успоставио као емир Арана од 985. до 1031. године. Ал-Фадл је био први Шададидски емир који је издао новац, лоцирајући своју ковницу новца прво у Партаву (Барда), а касније у Ганџи. Проширио је царство Шададида у Арану, заузевши Бејлаган 993.
Фадл ибн Мухамед је изградио мостове преко реке Арас да би повезао територије на северној и јужној обали Араса. Године 1030. организовао је експедицију против Хазарског каганата. Године 1030. догодио се нови напад на Ширваншах од стране 38 руских бродова, и Манучер I Ширваншах је био поражен. У то време, Фадлов син Аскуја се побунио у Бејлагану. Одани син Фадла I, Муса, платио је Русима да спасу Бејлаган. Као резултат тога, Аскујина побуна је угушена, а он је погубљен.
Према Минорском, период Абуласвар Шавура, који је дошао на власт након неколико промена владара, назван је зенит ере Шададида. Био је последњи независни владајући Шададидски емир. Зијаридски принц Кајкавус је поменуо Абу'л-Асвара као „великог краља“ у свом делу Кабус-нама, написаном када је неколико година живео у Ганџи борећи се против Византинаца. Током Шавурове владавине, Шададиди су признали власт селџучког султана Тогрула, који је одбио нападе Алана са севера 1063-1064, и задржао савезничке односе са народом Тбилисија.
Након што је Абуласвар Шавур умро у Ганџи 1067. године, окончана је и владавина Шададида у Ганџи. Фадл III је наставио је владавину Шададида у Арану, попевши се на престо Ганџе 1073. Године 1075. Алп Арслан је анектирао последњу од Шададидских територија. Један огранак Шададида наставио је да влада у Ани емирату као вазали Селџучког царства, док су остале асимилирали Селџуци.